# 戴尔医学院
戴尔医学院是美国德克萨斯州奥斯汀市德克萨斯大学奥斯汀分校的一所研究生医学院。戴尔医学院作为UT校区所有18个学院中最新成立的学院，在2016年夏季首次开设一个由50名学生组成的班级。2014年1月，医学博士、哲学博士S. Claiborne "Clay" Johnston 被任命为戴尔医学院的首任院长。 
根据2013年发布的医学区总体规划，医学区的大部分区域分三期建设。新校区将坐落在目前大学校园的东南角，毗邻现有的UT护理学校和得克萨斯大学戴尔塞顿医疗中心。得克萨斯大学戴尔塞顿医疗中心是由塞顿医疗（Seton Healthcare）投资建设的教学医院楼。该楼拥有211个床位，并总价值2.95亿美元。
2011年底，得克萨斯州参议员柯克·沃特森（Kirk Watson）创立了一份以医疗为中心的愿望清单，清单上列出了他希望十年内在德克萨斯州中部地区实现的十个医疗目标。该名单上的第一名就是建立一所医学院。2012年5月，董事会为UT奥斯汀医学院拨发2500万美元的年度资金，以及另外4000万美元用于之后8年招募教职员工。2012年11月，特拉维斯县选民批准了一项提高财产税收入的建议，以支持德克萨斯州中部的医疗保健计划，其中就包括为这所医学院每年提供3500万美元的资金支持。
这所医学院以迈克尔和苏珊戴尔基金会命名，该基金会在十年来向学校捐出了五千万美元。